# Maurizio Pollini
Maurizio Pollini (Milánó, 1942. január 5. – Milánó, 2024. március 23.) olasz zongoraművész és karmester.

## Életpályája
Gino Pollini olasz építész fiaként a második világháború idején született Milánóban. Kilencévesen debütált zongoristaként. Először Carlo Lonatinál tanult 13 éves, majd Carlo Vidussónál 18 éves koráig. A Conservatorio di musica „Giuseppe Verdi” di Milanóban szerzett diplomát. Később Arturo Benedetti Michelangeli is képezte. 
1957-ben Genfben a Nemzetközi Zongoraversenyen, amelyen nem osztottak ki első díjat, Pollini második díjat kapott. 1959-ben az Ettore Pozzoli-versenyt Seregnóban, majd a következő évben a varsói Chopin-versenyt megnyerte. Azóta nemzetközi koncerteken lépett fel.
Időnként karmesterként is dolgozott, különösen a pesarói Rossini Fesztiválon. Fia, Daniele zongoraművész-zeneszerző 1978-ban, Bernben született.

## Repertoárja

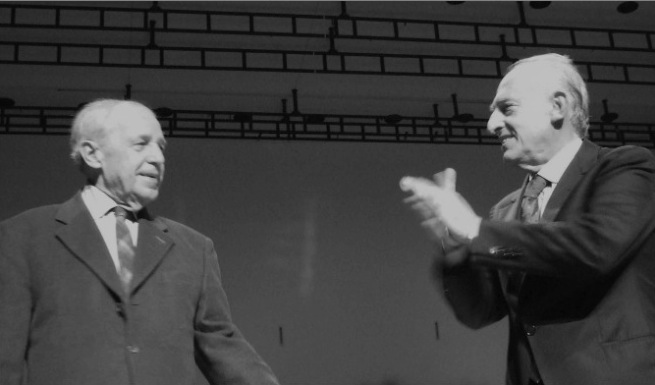
Pierre Boulezzel Párizsban 2009-ben

Először Chopin műveinek lendületes, tüzes előadásaival hívta fel magára a figyelmet. Már 1957-ben Milánóban játszotta a Chopin-etűdöket, és nagy feltűnést keltett. A '60-as évek végén inkább a tisztaságra és a hangszín finomhangolására összpontosított. Bár a szakkritikusok gyakran a világban technikailag páratlannak minősítették, interpretációit akkoriban olykor túlságosan gördülékenynek és feszültségmentesnek ítélték. A későbbi értelmezések ismét nagyobb fokú impulzivitást és kifejezőkészséget mutattak.
Pollini repertoárja Chopin, Beethoven és Schubert műveire összpontosít. Ahogy Joachim Kaiser írja, Chopin mindig ünnepélyesnek és előremutatónak hangzik a kezében, mivel soha nem nyugszik bele a gyakran ízlelgetett rubato passzusokba. Pollini is a 20. század zenéjének szentelte magát. Ez vonatkozik Bergre, Webernre és Schönbergre, valamint kortársaira, Boulezre, Berióra és Luigi Nonóra. Schönberg születése centenáriuma alkalmából több városban is előadta annak komplett zongoraműveit.

## Felvételei
Chopin Etűdjeinek 1972-es felvételét gyakran tekintik referenciaként. Prokofjev 7. szonátájáról készült felvétele érzelemmentes kifejezést ad a szerkezeti tisztaság és a ritmikai pontosság révén. Felvételei Beethoven késői zongoraszonátáiról (28-tól 32-ig) Az 1976/1977-es években elérték a referenciafelvételek státuszát. Franz Schubert három kései zongoraszonátájának felvételei (D 958, d 959, d 960). Végül J. S. Bach Das wohltemperierte Klavier prelúdiumainak és fúgáinak 2009-es felvétele (2 kötet) már a kiemelkedő Bach-felvételek között szerepel.

## Elismerései

### Díjak
- 1960: Aranyérem a varsói Nemzetközi Chopin-versenyen
- 1980: Grammy-díjak a legjobb zenekari szólóhangszer-előadás kategóriában a Bartók: 1. és 2. zongoraversenyei felvételéért a Chicagói Szimfonikus Zenekar Claudio Abbado vezényletével.
- 2002: Echo Klassik, életművéért
- 2007: Grammy-díjak a legjobb szólóhangszeres előadás zenekar nélkül kategóriában, a Chopin: Nocturnök című felvételért
- 2007: Echo Klassik, az év hangszerese
- 2017: Echo Klassik az év hangszerese kategóriában a Chopin Late Works 59-64 opp.

### Kitüntetések
- 1996: Ernst von Siemens zenei díj
- 2000: Olasz Köztársasági Érdemrend
- 2009: Bécsi Állam Arany Érdemérem[10]